# 677 Aaltje
677 Aaltje este un asteroid din centura principală, descoperit pe 18 ianuarie 1909, de August Kopff.